# Voo de talude
Voo de talude, voo de colina ou voo de encosta é uma técnica de voo à vela que tem como objetivo aproveitar a ascensão produzida pelo vento orográfico produzido pelos obstáculos geográficos verticais como montanhas, colinas, dunas ou montes.
A aeronave nesse tipo de voo se mantem com uma trajetória de voo paralela a encosta do acidente geográfico em altitude maior ao mesmo, sempre do lado de barlavento da colina, onde a corrente do ar é ascendente.

Esquema da interação com o vento

Para aproveitar a intensidade máxima de ascensão produzida por esta corrente, deve manter-se em voo próximo ao topo da colina, não permitindo que o planador suba nem desça muito dessa posição "ideal", convertendo energia potencial em cinética se o planador tiver tendência de subir, ou a recíproca se o planador tiver tendência de descer.
Dessa forma podem ser feitos voos de muito longa distancia onde houver uma colina ou cadeia de colinas regular e longa suficiente, além de vento constante de aproximadamente 15kt a 25kt.  As Alleghenies no leste dos Estados Unidos, onde foram batidos inúmeros recordes mundiais, são provavelmente as mais famosas colinas para o voo à vela no mundo.
Algumas aves, especialmente aves marinhas e aves de rapina também fazem uso deste tipo de voo.